# صنصل (يريم)
صنصل هي إحدى قرى عزلة بني مسلم بمديرية يريم التابعة لمحافظة إب، بلغ تعداد سكانها 332 نسمة حسب تعداد اليمن لعام 2004.